# Bahía de Cabo Cod
La bahía de Cape Cod o bahía de Cabo Cod, (del inglés: Cape Cod Bay), es una gran bahía de la costa Atlántica de los Estados Unidos localizada en el estado de Massachusetts. Tiene una superficie de 1.560 km², considerando su límite norte una línea  trazada desde Brant Rock en Marshfield hasta punta Race, en Provincetown. Está limitada por la península de Cabo Cod, al sur y al este, y por el condado de Plymouth, en el oeste. Al norte de la bahía de Cape Cod se encuentran la bahía de Massachusetts y el océano Atlántico. La bahía de Cape Cod es el extremo más meridional del golfo de Maine y es una de las bahías adyacentes a Massachusetts que le dan el nombre de «estado [de la] Bahía» (Bay State). Las otras son la bahía de Narragansett, la bahía de Buzzards y la bahía de Massachusetts.
Desde 1914, la bahía de Cape Cod ha estado conectada con la bahía de Buzzards por el canal de Cape Cod, que divide la península de Cabo Cod entre las ciudades de Bourne y Sandwich. De esta forma, la bahía forma parte del canal Intracostero del Atlántico.

## Historia
En 1524 el gran navegante italiano, Giovanni da Verrazzano (también conocido como John Verrazano), fue el primer europeo en descubrir la bahía de Cape Cod, siendo su reclamación demostrada mediante el famoso mapa de James Verrazano de 1529 que describía claramente Cape Cod. En 1620, los primeros Padres Peregrinos se refugiaron en Provincetown Harbor donde firmaron el Pacto del Mayflower, el primer documento democrático firmado en el Nuevo Mundo.

## Geología
La mayoría de Cape Cod está compuesta de rocas glacialmente derivadas, arenas y gravas.  La última glaciación terminó hace unos 12.000 años y al final la bahía era probablemente un lago de agua dulce con drenaje a través de la actual península de Cape Cod, en lugares como el Bass River y Orleans Harbor. El istmo de Provincetown (Provincetown Spit), es decir, la tierra al norte de High Head en North Truro, está formado por depósitos marinos de los últimos 5.000-8.000 años. Estos depósitos crearon el puerto de Provincetown (Provincetown Harbor), una gran sección, en forma de tazón, de la Cape Cod Bay.  En general, las corrientes en la bahía se mueven en sentido antihorario, yendo hacia el sur desde Boston hasta Plymouth, y después hacia el este y luego al norte hasta Provincetown.

## Ecología
Hay muchas especies marinas en la bahía, como el azul con aletas platija y algunos bagres de diferentes colores.  También hay muchas especies diferentes de estrellas de mar, delfines y algunas ballenas. 
La caza de ballenas en América tuvo su comienzo en Cape Cod Bay. Los Peregrinos dispararon contra una ballena, sin éxito, mientras se encontraban anclados en el puerto de Provincetown en 1620. Ichabod Paddock, de Yarmouth, introdujo la caza costera de ballenas en Nantucket en 1680. La eubalaena (Eubalaena glacialis) fue considerada por los balleneros de Nueva Inglaterra como la más franca para ser cazada (en inglés, right, siendo esas ballenas conocidas como Right whale), ya que flotan cuando mueren y, a menudo, nadan a la vista de la costa, lo que llevó rápidamente a su extinción.